# Euryattus venustus
Euryattus venustus är en spindelart som först beskrevs av Carl Ludwig Doleschall 1859.  Euryattus venustus ingår i släktet Euryattus och familjen hoppspindlar. Inga underarter finns listade i Catalogue of Life.